# التوحيد (ابن منده)
التوحيد واسمه الكامل التوحيد ومعرفة أسماء الله عز وجل وصفاته على الاتفاق والتفرد، هو كتاب لمُحمد بن إسحاق بن محمد بن يحيى بن منده العبدي الأصبهاني (310 هـ - 395 هـ)، في العقيدة الإسلامية. يختص بموضوع التوحيد في الإسلام، حيث قسَّم المؤلف الكتاب إلى أربعة أقسام، فتكلم في القسم الأول على توحيد الربوبية، وفي الثاني على توحيد الألوهية، وفي الثالث على توحيد الأسماء، وفي الرابع على الصفات، حيث جعل المؤلف توحيد الأسماء والصفات قسمين وليس قسمًا واحدًا.

## طريقة الكتاب
كتب ابن منده كتابه على طريقة المحدثين في سوق الأسانيد إلى متونها، حيث قام بتجميع الأحاديث الدالة على إثبات العقيدة وكذلك للرد على الشبهات الواردة على مسألة ما، كما كان يستشهد بنصوص القرآن، وآثار الصحابة والتابعين بأسانيدها تحت عناوين موضحة للمعنى المراد. ولم يهتم المؤلف بتصحيح أو تضعيف الأحاديث؛ بل كان يكتفي بكتابة الأسانيد عملًا بقاعدة «من أسند لك فقد أحالك».

## روايات الكتاب
ذكر على مخطوطة الكتاب هذه الروايات لهذا التأليف:
- رواية أبي عبد الله الحسن بن العباس الرستمي عن أبي عمرو عبد الوهاب بن منده عن والده ابن منده.
- رواية أبي الخير الباغبان محمد بن أحمد بن محمد الأصبهاني عن أبي عمرو عبد الوهاب بن منده عن والده ابن منده.
- رواية مسعود بن الحسن الثقفي أبي الفرج الأصبهاني عن أبي عمرو عبد الوهاب بن منده عن والده ابن منده.

## الاستشهاد بالكتاب
استشهد بالكتاب أبو العلاء الحسن بن العطار الهمداني في أحد فتاويه في الاعتقاد، واستشهد به ابن رجب الحنبلي في جامع العلوم والحكم، وابن حجر العسقلاني في مقدمة فتح الباري، وجلال الدين السيوطي في الدر المنثور في التفسير بالمأثور، والفاسي في ذيل التقييد، وذكره السمعاني في التحبير في المعجم الكبير، والذهبي في سير أعلام النبلاء.

## وصلات خارجية
- مخطوطة لكتاب التوحيد لابن منده على شبكة الألوكة.